# Dawlos
Dawlos (gr. Δαυλός, tur. Kaplıca) – wieś na Cyprze, w dystrykcie Famagusta, na wschód od Kyrenii, niedaleko zamku Kantara. Położona jest na terenie republiki Cypru Północnego.